# Poecilocranaus
Poecilocranaus is een geslacht van hooiwagens uit de familie Manaosbiidae.
De wetenschappelijke naam Poecilocranaus is voor het eerst geldig gepubliceerd door Roewer in 1943. 

## Soorten
Poecilocranaus is monotypisch en omvat slechts de volgende soort:
- Poecilocranaus gratiosus